# Branco de Barros
Gonçalo Pedroso Branco de Barros, mais conhecido como Branco de Barros (Várzea Grande, 14 de novembro de 1938) é um advogado, político e ex-conselheiro do Tribunal de Contas do Estado de Mato Grosso.

## Biografia
Filho de Honorato Pedroso de Barros, pecuarista, e Maria de Campos Barros, casou-se com Maria Lúcia Corrêa de Almeida Barros em 1967 na igreja São Gonçalo do Porto em Cuiabá, iniciou a vida profissional como comerciante, depois ingressou na faculdade de Direito da Universidade Federal de Mato Grosso, finalizando os estudos em 1971. Exerceu a função de professor de matemática na Escola Técnica de Comércio de Mato Grosso e atuou também na área jurídica como advogado. Sua vida pública teve início em 1977 ao eleger-se prefeito de sua cidade natal pelo partido ARENA, vencendo o candidato João Baracat. 

## Prefeitura de Várzea Grande
No mandato que durou 6 anos, Branco cooperou para a área de assistência social, construção de praças e também outras conquistas como a chegada do Rotary Club a Várzea Grande, já que a instituição só contava com unidades em Cuiabá, e ele é até hoje um membro ativo do clube.Foi também em seu mandato que, em parceria com o então governador Cássio Leite de Barros, iniciou-se a construção de uma nova sede da prefeitura. Seu mandato também foi marcado por grandes esforços para que fossem iniciadas as obras da construção do Fórum de Várzea Grande, que teve boa parte da sua construção terminada durante os anos de sua gestão, havendo reconhecimento do desembargador Domingos Sávio, então Secretário de Justiça do estado.

A assistência social recebeu enorme destaque, e foi reconhecida como pioneira no município. A pasta foi liderada pela primeira dama Maria Lúcia, advogada (formou-se na UFMT) e professora de português, atuou principalmente na área infantil e educacional da cidade. A obra social de maior destaque da gestão foi a creche São Domingos Sávio ou creche "Profª Maria Lúcia", a conclusão da construção se deu devido aos esforços da primeira dama, que realizou diversos eventos beneficentes e busca por parcerias, a creche foi erguida no bairro Cristo Rei. No ano de 2017 Maria Lúcia foi recebida por Lucimar Campos em seu gabinete, e foi reconhecida como a primeira Secretária de Assistência Social a implementar uma política de assistência social voltada para a população mais carente.

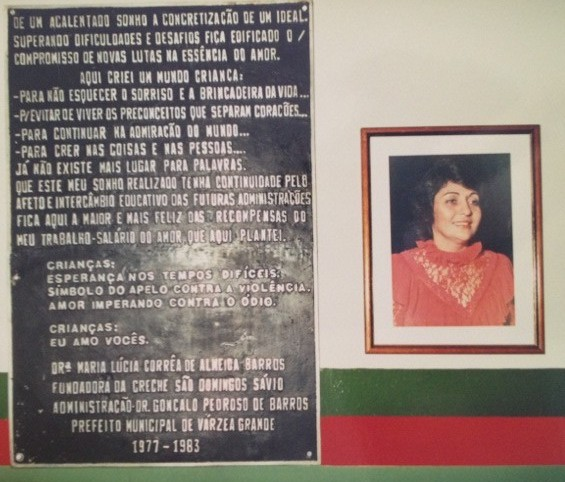
Inauguração da Creche São Domingos Sávio/Profª Maria Lúcia durante a administração Branco de Barros

Na questão cultural de seu mandato também houve a fundação da Casa de Arte e Cultura de Várzea Grande, a obra foi idealizada pela primeira dama e apoiada pelo então governador Frederico Campos. A inauguração foi feita pela primeira dama do estado (Ione Campos) juntamente com Maria Lúcia, a primeira dama de Várzea Grande. Construída em uma das avenidas principais da cidade, o lugar tem grande relevância até hoje, promovendo cursos artísticos e divulgação da cultura e artesanato.

## Assembleia Legislativa e Tribunal de Contas
Branco de Barros elegeu-se deputado estadual por dois mandatos (1986 e 1990) e durante sua atuação legislativa participou da elaboração da constituição de Mato Grosso e presidiu as "Comissões de Constituição e Justiça e de Redação Final da Assembleia".
Ingressou no TCE-MT no ano de 1992 e em 2002 assumiu a presidência por 2 anos, sua administração foi marcada pela capacitação dos funcionários do órgão e dos gestores públicos. Além disso, houve grandes investimentos na modernização do órgão, foram adquiridos novos equipamentos de informática e de alta tecnologia, resultando no melhor e mais célere serviço dos auditores.

## Clube Esportivo Operário
A atuação de Branco de Barros na área esportiva de Mato Grosso também foi marcante, especialmente na área futebolística, foi membro da diretoria do Clube Esportivo Operário Várzea-Grandense e também presidente do clube. No ano de 1983, devido aos esforços na contratação de novos jogadores, Branco conseguiu com que o time alcançasse o título no campeonato estadual, fato que não ocorria desde a divisão do estado.